# Vicente Pires
Vicente Pires è una regione amministrativa del Distretto Federale, in Brasile.
Essendo una regione rurale, la regione amministrativa soffre di una forte speculazione immobiliare, unita alla disuguaglianza abitativa per il ceto medio nel Distretto Federale, che culmina con l'alta concentrazione di condomini residenziali in forma orizzontale.
La sua popolazione è stimata in circa 75 162 abitanti (PDAD 2010/2011).